# Lillsjön (Lungsunds socken, Värmland)
Lillsjön är en sjö i Storfors kommun i Värmland och ingår i Göta älvs huvudavrinningsområde. Sjön har en area på 0,0706 kvadratkilometer och ligger 172,7 meter över havet. Sjön avvattnas av vattendraget Nygårdsbäcken.

## Delavrinningsområde
Lillsjön ingår i det delavrinningsområde (660269-139725) som SMHI kallar för Nedlagd mätstation. Medelhöjden är 156 meter över havet och ytan är 13,98 kvadratkilometer. Det finns inga avrinningsområden uppströms utan avrinningsområdet är högsta punkten. Nygårdsbäcken som avvattnar avrinningsområdet har biflödesordning 3, vilket innebär att vattnet flödar genom totalt 3 vattendrag innan det når havet efter 278 kilometer. Avrinningsområdet består mestadels av skog (78 procent). Avrinningsområdet har 0,07 kvadratkilometer vattenytor vilket ger det en sjöprocent på 0,5 procent.